# Mission Support System
Das Mission Support System (MSS) ist ein Teilsystem des Ground Support Systems. Es unterstützt in militärischen fliegenden Verbänden die Missionsplanung der Piloten.

## Aufgaben
Das System unterstützt bei folgenden Aufgaben:
- Laden von Missionsdaten
- Pilotenbriefing
- Erstellung von Flugplänen
- Erstellung von Flugrouten
- Simulation von Missionen
- Datenaustausch mit dem Eurofighter

## Konkurrenzprodukte
Die Firma Jeppesen bietet verschiedene Softwareprodukte an, welche die Flugplanung und Durchführung unterstützt. Insbesondere die Produkte des Electronic flight bag dienen ebenfalls der Flugplanung und der Unterstützung von Piloten bei ihren Missionen.